# رالف س. سميث
رالف س. سميث (بالإنجليزية: Ralph C. Smith)‏ هو عسكري أمريكي، ولد في 27 نوفمبر 1893 في South Omaha, Nebraska ‏ في الولايات المتحدة، وتوفي في 21 يناير 1998 في بالو ألتو في الولايات المتحدة.